# Campanule à feuilles de Cochléaire
Campanula cochleariifolia
Espèce
Classification phylogénétique
La Campanule à feuilles de Cochléaire (Campanula cochleariifolia), également appelée Campanule à feuilles de Cranson, Campanule fluette ou Campanule à feuilles de Raifort, est une espèce de plantes à fleurs herbacée vivace de la famille des campanulacées.

## Taxonomie
L'espèce a été décrite en premier par le botaniste français Jean-Baptiste de Lamarck en 1785. De nombreux auteurs lui ont attribué de nombreuses variétés et sous-espèces qui ne sont pas reconnues aujourd'hui. Également, elle a été considérée par d'autres comme formant une sous-espèce ou une variété de Campanula cespitosa ou de Campanula rotundifolia. Cette confusion taxonomique entraîne donc la présence pour cette espèce d'environ 130 synonymes taxonomiques.

## Description

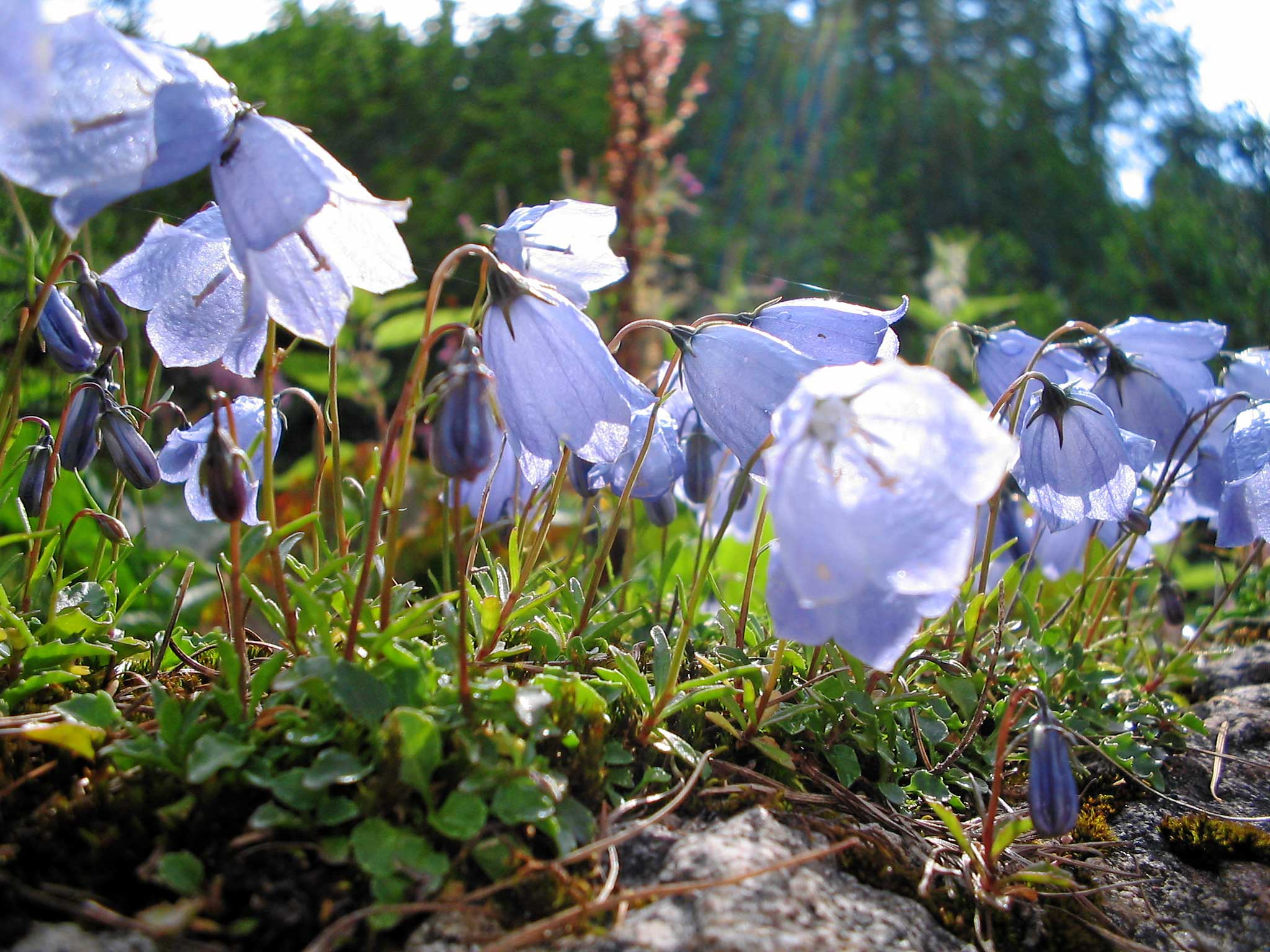
Massif de Campanules fluettes.

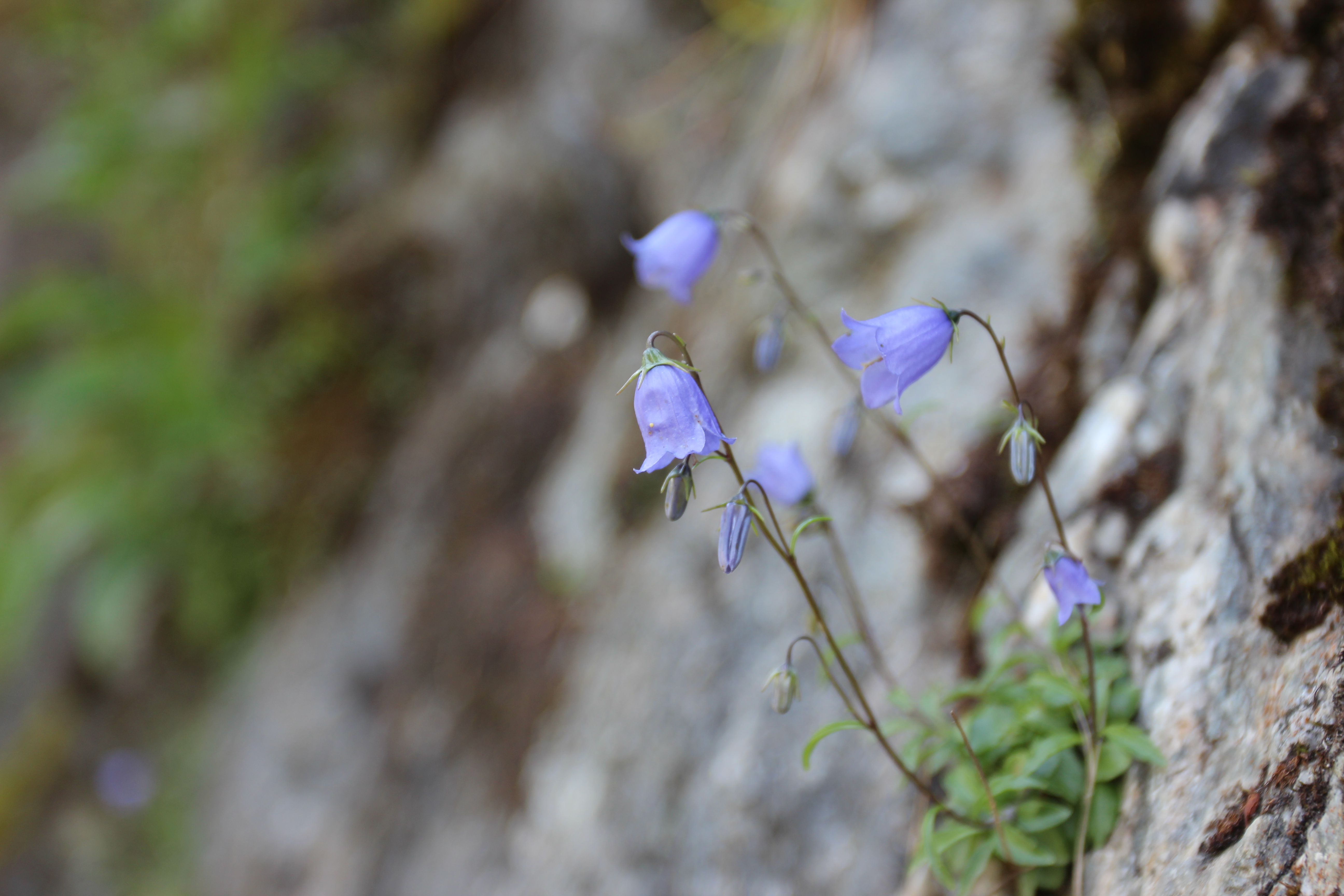
Campanule fluette poussant sur un rocher.

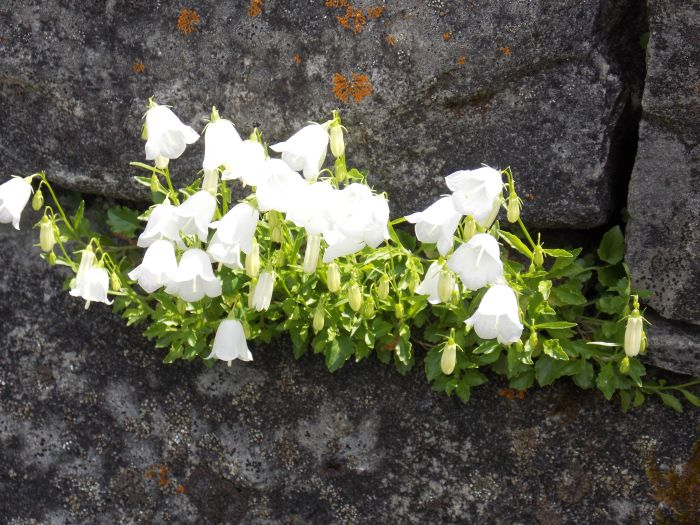
Campanules fluettes à fleurs blanches.

C'est une plante basse (15 à 2 cm de hauteur environ), stolonifère, formant de grande plaques, avec des feuilles basilaires pétiolées, cordiformes, visibles lors de la floraison (contrairement à celles des rosettes de Campanula rotundifolia) et de feuilles caulinaires lancéolées, aux fleurs de 12 à 20 mm de long, en cloche, pendantes, souvent tournées d'un même côté.

## Caractéristiques
- Organes reproducteurs :
  - Type d'inflorescence : cyme unipare hélicoïde
  - répartition des sexes : hermaphrodite
  - Type de pollinisation : entomogame, autogame
  - Période de floraison : juin à août
- Graine :
  - Type de fruit : capsule
  - Mode de dissémination : barochore
- Habitat et répartition :
  - Habitat type : éboulis médioeuropéens
  - Aire de répartition : orophyte méridional

Données d'après : Julve, Ph., 1998 ff. - Baseflor. Index botanique, écologique et chorologique de la flore de France. Version : 23 avril 2004.

## Culture
Zones de rusticité : 5-9
Exposition : soleil à mi-ombre 
Sol : pH 6,6 à 8,5, sol semi-riche, pauvre en matière organique, drainé, humide. 
Remarque : arrosage régulier
Multiplication : semis au printemps dans une atmosphère froide 
Usages : comestible (fleurs, feuilles)

## Répartition
La Campanule fluette est naturellement présente en Albanie, Bulgarie, France,Suisse, Italie, Roumanie, Espagne et Yougoslavie.
En France dans les montagnes du Jura, des Alpes et des Pyrénées. Très rare dans les Vosges (disparue en Lorraine). Altitude de 800 à 3.200 mètres (abyssale jusqu'à 200 m).

## Statut
En France, cette espèce est protégée en région Alsace (Article 1).